# Zosterophyllopsida
A Zosterophyllopsida a korpafüvek törzsének (Lycopodiophyta) egyik osztálya, mely korábbi rendszerekben az ősharasztok (Psilophytopsida) egyik családját alkotta a harasztok törzsében (Pteridophyta) Zosterophyllaceae néven. Azonban a Zosterophyllumok az ősharasztokhoz képest egy igen fontos eltérést mutatnak: a sporangiumok már nem elliptikusak, hanem inkább vese alakúak – akárcsak a ma is élő korpafüveknél –, csaknem teljesen ülők vagy igen rövid nyelűek, és füzérszerűen sorakoznak a hajtások csúcsi részén. Tracheidáikat gyűrűs és létrás vastagodás jellemzi.
Az osztály névadó ősnövénye a Zosterophyllum, amely 15–20 cm magas növény lehetett, valószínűleg mocsárban élt, és testének nagy része a víz alatt helyezkedett el, hisz gázcserenyílásokat csak a szárrendszer végágain, a telómákon találtak. A csoportba tartozó nemzetségek még a Gosslingia, a Crenaticualis és a Sawdonia.